# Бесага Мар’ян Ярославович

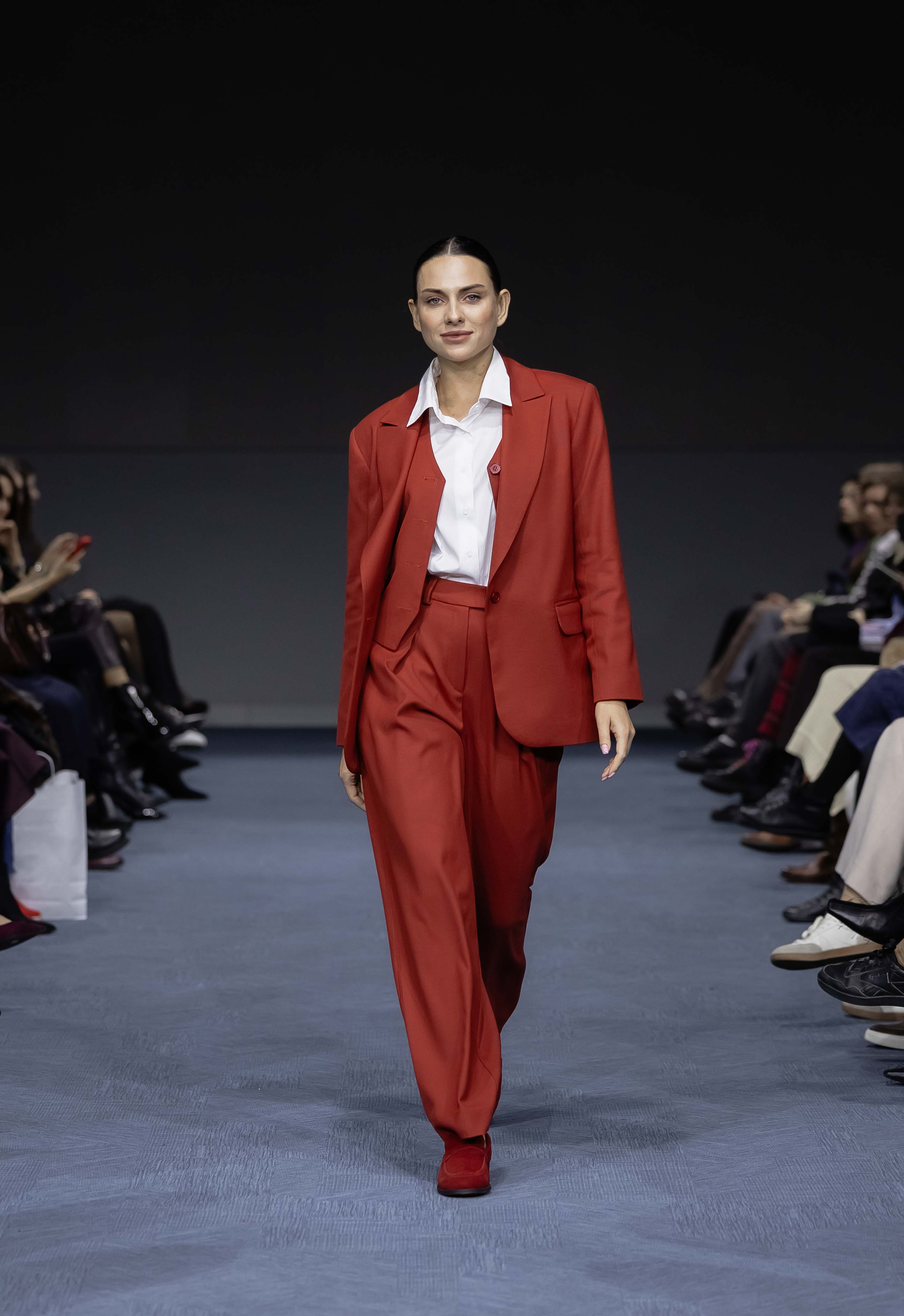
MARBELI SS2025 Lviv Fashion Week 2024

Бесага Мар’ян Ярославович (* 19 травня 1980, с. Корналовичі, Самбірський район, Львівська область) — український митець. Працює у станковому та монументальному живописі, графіці, дизайні, автор статей та монографій з історії та теорії мистецтва. Організатор та учасник мистецьких проектів, виставок, пленерів, конкурсів, семінарів, лекцій. 

## Біографія
У 2001 році закінчив бакалаврську програму з відзнакою в Львівському коледжі декоративного і ужиткового мистецтва імені Івана Труша. У 2003 році випускник Академії образотворчих мистецтв ім. Я. Матейка в Кракові, диплом магістра з відзнакою. 

У 2005 році працює в Львівській національній академії мистецтв на посаді менеджера міжнародних зв'язків та провадить викладацьку діяльність на кафедрах монументального живопису та менеджменту мистецтва. Згодом митець захищає науковий ступінь кандидата мистецтвознавства (2010 р.). Організувавши роботу відділу міжнародних зв'язків Львівської національної академії мистецтв посідає посаду начальника відділу міжнародних зв’язків (2011 р.) За активну педагогічну роботу у 2012 році присвоєно вчене звання доцента кафедри академічного живопису. З 2019 року працює на посаді доцента кафедри «Дизайну костюма» ЛНАМ по даний час. За час педагогічної роботи створив понад 30 навчально-методичних розробок та понад 10 положень які стосуються організації освітнього процесу ЛНАМ. У 2020 році Мар'ян Бесага отримав диплом спеціаліста з правознавства у Львівському національному університеті ім. Івана Франка. 
«…На посаді керівника відділу міжнародних зв’язків Бесага М.Я. зорганізував активну діяльність у сфері мистецького менеджменту, налагодив контакти із 95 культурно-мистецькими установами зарубіжжя, що дозволило запровадити в ЛНАМ академічні програми мобільності студентів, аспірантів та викладачів, стажувань, провести низку конференцій, масштабних міжнародних проектів, симпозіумів, пленерів. Резонансними у культурно-мистецькому житті Львова стали співорганізовані ним щорічний графічний студентський конкурс «Індекс імені Маріуша Казани», виставки Міжнародного бієнале екслібрису та Міжнародного бієнале пастелі, Міжнародний студентський проект «Дух. Образ. Знак», симпозіуми «Інспірація простором» , «Інспірація простором 2» та багато інших цікавих проектів...».
О.М.Голубець, професор, доктор мистецтвознавства,
Завідувач кафедри художньої кераміки Львівської національної академії мистецтв

З 2003 року до 2025 року Мар’ян Бесага зорганізував 21 персональну виставку. Серед них:  «Тіні забутих», «Інсомнія», «Космологія», «Присутність», «Щоденник: Знаки часу», «Prima motus», «Контрасти», «Післязавтра». Окрім цього, митець долучався до групових виставок, як в Україні так і за кордоном, їх понад 30. У творчому доробку також є монументальні розписи, зокрема спільний розпис із львівським митцем Мікулою І. Я., притвору храму Покрови Пресвятої Богородиці м. Львів, вул. Сяйво 14. Учасник благодійних мистецьких аукціонів на підтримку студентства та ЗСУ. Від 2021 року твори митця постійно експонуються у ПриватБанку (м. Львів, вул. Вітовського 35 А.).
«Мар’ян Бесага – художник з широким поглядом на мистецьку практику в її історичній динаміці розвитку. Розуміння концептуальних ідей форми додає йому багатий аналітичний досвід як мистецтвознавця, авторитетного дослідника явищ модернізму та сучасності, а також як педагога. Відповідно, в індивідуальній малярській творчості Мар’ян Бесага демонструє збалансованість структури пластично-образної мови. Залежно від тематично-смислової заданості (в техніках олійного живопису, акрилу і пастелі) автор добирає таку сумарність «оперативних прийомів» письма та світлоколірної організації твору, яка стане носієм естетичної інформації з самих глибин екзистенції художника».
Роман Яців, канд. мистецтвознавства,
проректор з наукової роботи Львівської національної академії мистецтв
Мар’ян Бесага бере активну участь і в науковому житті мистецької спільноти. Однією із сфер його зацікавлень є персоналії українського мистецтва 30 - 60-х рр. ХХ ст., зокрема дослідження творчих біографій Леопольда Левицького та Івана Остафійчука були високо оцінені. Працює над дослідженням культурно-мистецьких процесів українського мистецтва кінця ХХ ст. - початку ХХІ ст. Бесага Мар'ян є автором понад 20 наукових статей та понад 10 доповідей на українських та міжнародних наукових конференціях.   
«…текст Мар’яна Бесаги сповна окреслив віхи мистецької еволюції видатного графіка України Івана Остафійчука. Книга щедро ілюстрована, репрезентуючи рівень творів художника, етичний світ якого був перейнятий упродовж десятиріч мелодією й глибинними настроями національного та покликом авангардного інтелекту. Світ мистця напоєний духом українських традицій і модерних інтонацій, - таким є відчуття, народжуване від знайомства з неординарним продуктом співпраці талановитого мистця й авторів тексту та дизайну».
О.К.Федорук, доктор мистецтвознавства, професор,
Академік національної академії мистецтв України
За вагомий особистий внесок у розвиток мистецької освіти, науково-творчі досягнення у 2021 р. нагороджений подякою Міністра Культури та інформаційної політики України. Від початку повномасштабного російського вторгнення на територію України 2022 року залишився і працює в Україні. У перші критичні дні війни разом із керівництвом ЛНАМ, за підтримки 22-х партнерських закладів вищої освіти ЄС, зорганізували розширену програму академічної мобільності студентів академії, долучаючи до партнерства ХДАДМ та НАОМА. Загалом до 2025 року зорганізував більше 400 міжнародних академічних мобільностей студентів, був співорганізатором 110 проектів, серед яких: 7 міжнародних симпозіумів, 57 виставок українських та зарубіжних художників, 25 міжнародних пленерів та художніх резиденцій.       
У 2024 році розпочав творчу роботу у сфері Fashion дизайну, створюючи власний бренд жіночого одягу «MARBELI». Дебютний показ колекції одягу від «MARBELI SS 2025» відбувся у листопаді 2024 року на Lviv Fashion Week.       
Сьогодні митець продовжує працювати над новими творчими роботами та проєктами. 

## Навчання
- Львівський державний коледж декоративного і ужиткового мистецтва імені Івана Труша, Диплом бакалавра з відзнакою (2001)
- Академія образотворчих мистецтв імені Яна Матейка, м. Краків, Польща, Диплом магістра з відзнакою (2003)

- Львівський національний університет ім. Івана Франка.  Диплом спеціаліста, правознавство (2020)

## Нагороди
- Кращий рисувальник Львівського коледжу декоративного і ужиткового мистецтва ім. Івана Труша (2000)

- III місце на VII Міжнародному конкурсі «Діалог поколінь», Німеччина (2001 )

- Дипломант міжнародної мистецької виставки «Львівський осінній салон», Україна (2004, 2005, 2012)

- Відзнака авторського дослідження-альбому «Леопольд Левицький» як кращого видання року на Львівському форумі видавців  (2007)

- Стипендіат управління культури м. Львова  (2009)

- II місце на V Міжнародному Бієнале Пастелі, Польща;  Медаль краківської академії мистецтв ім. Яна Матейко  (2011)

- Відзнака альбом-монографії «Іван Остафійчук. Джерела творчості» як кращого видання року на Львівському форумі видавців  (2013)

- Лауреат Львівської обласної премії у номінації –  Мистецтвознавство і культурологія ім. С. Гординського  (2015)

- Нагороджений грамотою Львівської обласної державної адміністрації (2016)

- Дипломом Львівської національної академії мистецтв за високий професіоналізм та активну науково-педагогічну роботу (2016)
- Нагороджений подякою Міністра Культури та інформаційної політики України за вагомий особистий внесок у розвиток мистецької освіти, науково-творчі досягнення, сумлінну працю та з нагоди 75-ліття ЛНАМ. (2021 р.)

## Галерея

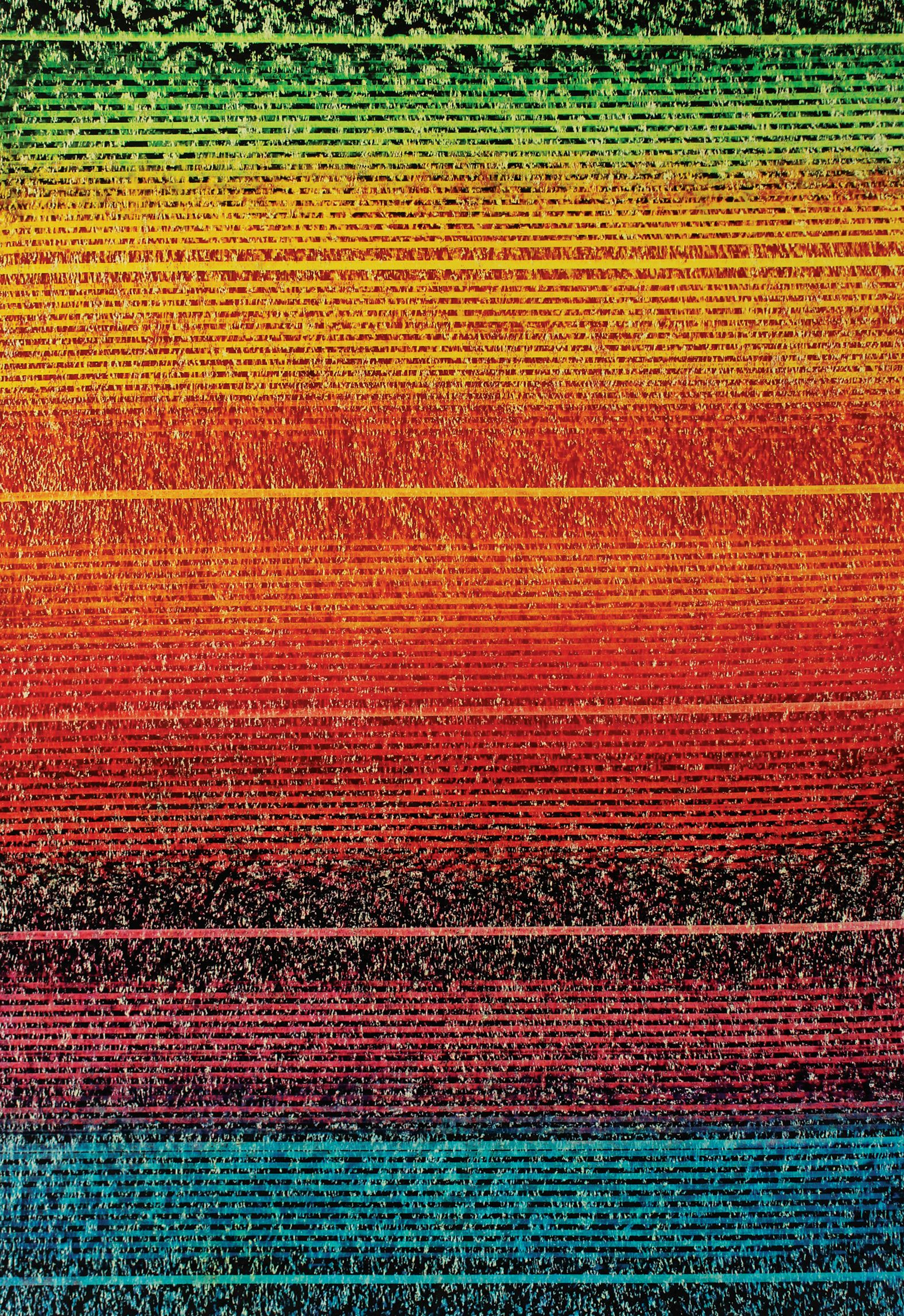
Космологія 2 олійна пастель
110 х 100 2016 р.

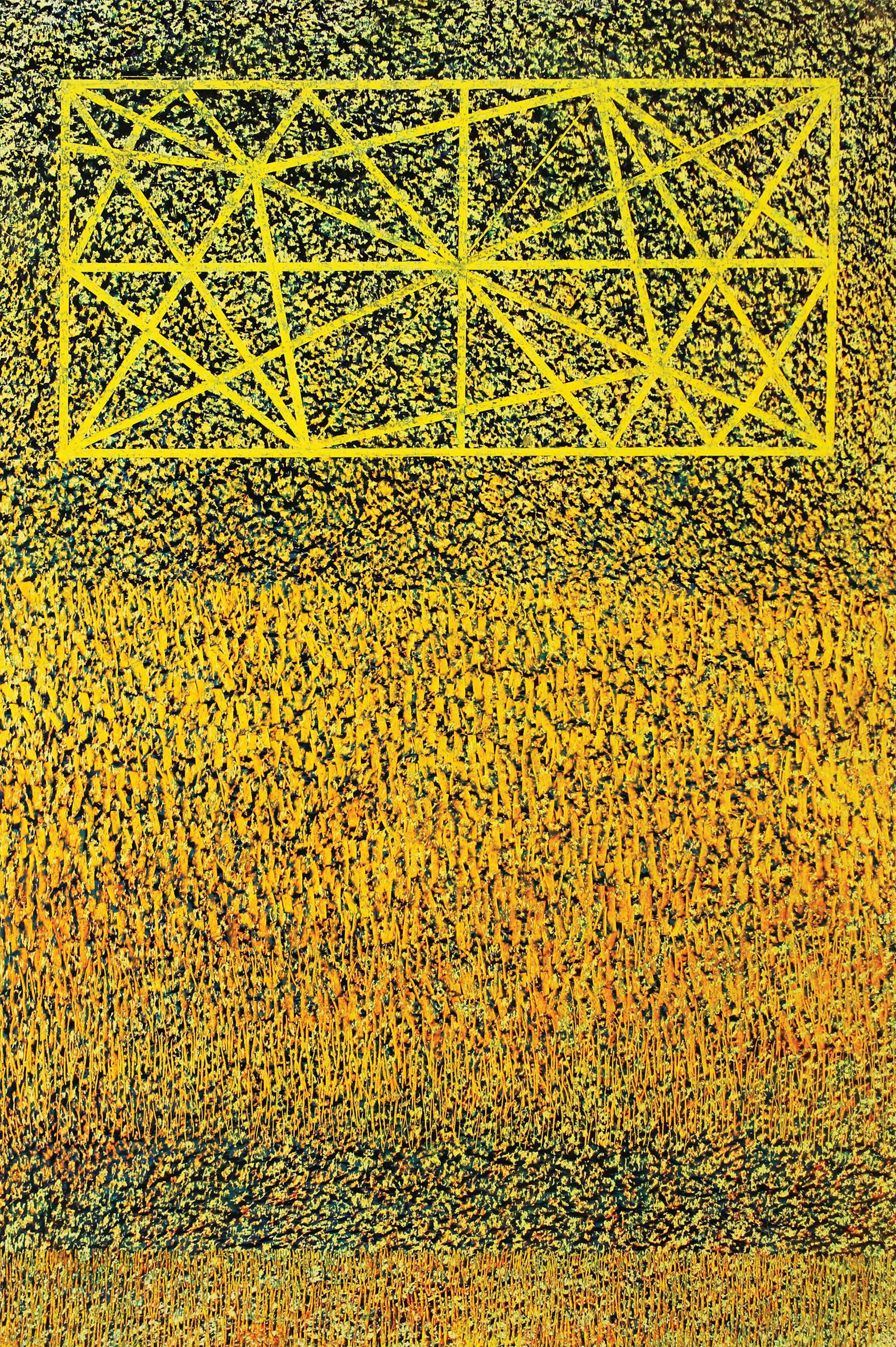
Космологія 2 Х олійна пастель 110 х 100 2017 р.

## Персональні виставки
- 2003 листопад «Тіні забутих», Галерея Фундації св. Володимира, Краків (Польща);
- 2004 лютий «Тіні забутих», Мишленіцкий Осередок Культури, Мишленіце (Польща);
- 2004  березень «Тіні забутих ІІ», Галерея  М. Мановецького, Яворнік (Польща);
- 2004  червень «Тіні забутих ІІ», Галерея «Фауст», Краків (Польща);
- 2004  жовтень «Інсомнія», Галерея «Гологурскі», Краків (Польща);
- 2005  лютий «Інсомнія», Галерея «Гердан», Львів (Україна);
- 2006  травень  «Безсоння», Галерея «Гердан», Львів (Україна);
- 2014  травень  «Присутність», Укрексімбанк, Львів (Україна);
- 2015  березень «Імпресії», Галерея «Пори року», Львів (Україна);
- 2016  квітень  «Фрагменти», Готель «Дністер», Львів (Україна);
- 2017  травень «Космологія», Галерея «Велес», Львів (Україна);
- 2017  серпень «Щоденник: Знаки часу», Галерея «Велес», Львів (Україна);
- 2017  грудень «Ремінісценція», Галерея «Велес», Львів (Україна);
- 2019  листопад «Prima motus”, Галерея «Львіварня», Львів (Україна);
- 2021, жовтень – «Барви осені» ПриватБанк, Львів (Україна);
- 2022, січень – «Рефлексії» ПриватБанк, Львів (Україна);
- 2022, липень – «Нові думки» ПриватБанк, Львів (Україна);
- 2022, серпень – «Присутність», Крідо, Варшава (Польща);
- 2023, травень – «Післязавтра»,  ПриватБанк, Львів (Україна);
- 2023, серпень – «Контрасти», Художній музей Михайла Біласа, Трускавець (Україна);
- 2024, травень – «Післязавтра»,  ПриватБанк, Львів (Україна);

## Наукові публікації
1. Бесага М.Я. Леопольд Левицький: альбом /автор вступ. ст. Мар’ян Бесага; керівник проекту - Лідія Лихач. К.: Родовід, 2006. – 288 с.
2. Бесага М. Іван Остафійчук. Джерела творчості : альбом-монографія. – К.: ПП Р.К. Майстер-принт, 2013. – 288 с.: іл.
3. 3.Бесага М. Парута Дмитро. Стежками митця: альбом-монографія [рукопис]. – Львів, 2017. – 288 с.: іл.